# ایستگاه بی‌ویو
ایستگاه بی‌ویو (انگلیسی: Bayview station) ایستگاهی در خط ۴ شپرد سیستم متروی تورنتو است. ر سال ۲۰۰۲ افتتاح شد. خدمات وای-فای در این ایستگاه موجود است.